# Republik Metsovo
Koordinaten: 39° 46′ N, 21° 11′ O
Republik Metsovo wird als Bezeichnung für ein autonomes Gemeinwesen im Pindos-Gebirge zur Zeit der osmanischen Herrschaft im 17. und 18. Jahrhundert verwendet. Es umfasste die Region um die heutige Stadt Metsovo.

## Vorgeschichte
Metsovo war ursprünglich der Name des Gebiets um die heutige gleichnamige Stadt, das von im Mittelalter eingewanderten Aromunen besiedelt war. Neben den Aromunen lebten auch Griechen und seit dem 7. Jahrhundert eingewanderte Balkanslawen in dem Gebiet. Beherrscht wurde das Gebiet um den Hauptkamm des Pindos aber von der Stammeskonföderation der aromunischen Malakasier, die in patriarchalisch organisierten Stammesverbänden ohne straffe zentrale Leitung organisiert waren. Als sie in Konflikt mit dem Despoten von Epiros Thomas gerieten, rief dieser den osmanischen Sultan zu Hilfe. Dieser entsandte 1380 ein Heer, das bis nach Metsovo vorstieß und die Bergbewohner vernichtend schlug, die darauf unter die tyrannische Herrschaft des Despoten Thomas gerieten. Die Berichte über diese Schlacht sind die erste urkundliche Erwähnung des Namens Metsovo.
Als die Osmanen 1430 unter Sinan Pascha  erneut in den Pindos vorstießen, um das Despotat Epiros zu erobern, leisteten die Bergstämme keinen Widerstand, sondern unterstützten sie sogar. Sultan Murad II. ließ daher die Bergstämme unbehelligt und beließ ihnen ihre Freiheiten. Die Freiheiten der Bergbewohner führten zu einem stetigen Zuzug von Griechen aus den von den Osmanen eroberten Gebieten, so dass etliche Landstriche im Gebirge sprachlich gänzlich gräzisiert wurden, während andere zweisprachig wurden. Der durch die Zuwanderung bewirkte Bevölkerungszuwachs und wirtschaftliche Aufschwung ließ die Bergbewohner Übergriffe durch benachbarte türkische Machthaber befürchten, so dass sich die Bergbewohner 1480 dem Schutz der Valide Sultan unterstellten. Es wird angenommen, dass die Bergbewohner in einem Bund aus den 4 Bergkantonen Malakasi, Zagori, Syrrako und Kalariti organisiert waren, die ihrerseits wieder in Untereinheiten unterteilt waren. Einer der Unterbezirke von Malakasi war Metsovo mit dem Hauptdorf Proseljo oder aromunisch Soare, das später den Namen des Bezirks annahm. Der Bund zahlte einen vereinbarten Tribut an die Valide Sultan und verwaltete sich im Übrigen selbst. Einzelheiten über die innere Ordnung des Bundes sind nicht bekannt. Die Autonomie führte zu weiterem Zuzug von Griechen und wirtschaftlichem Aufschwung, was Begehrlichkeiten weckte und ab 1645 dazu führte, dass sowohl der Tribut als auch Dörfer in Malakasi an osmanische Würdenträger als Tımar vergeben wurden. 1648 war der Bund zerschlagen, nur Zagori und Kalariti konnten sich ihre Freiheiten bewahren. In Metsovo wanderte ein Teil der Bevölkerung ab, ein wirtschaftlicher Niedergang setzte ein.

## Errichtung und Blüte
Der Überlieferung nach wurde Metsovo erneut 1660 autonom. Diese Regelung soll auf einen nicht erhaltenen Ferman des Sultans Mehmet IV. beruhen, der wiederum durch den späteren Großwesir Köprülü Fâzıl Ahmed Pascha veranlasst worden sei, der vorübergehend bei einem aromunischen Hirten mit dem Namen Kyriakos oder Sterjios Flokas während einer Verfolgung aufgrund einer Intrige Zuflucht gefunden haben soll. Allerdings war während dieser Zeit der angeblichen Verfolgung sein Vater Köprülü Mehmed Pascha Großwesir.
Erhalten ist aber ein bestätigender Ferman des Sultans aus dem Jahr 1730, gerichtet an den Scheichülislam, den Beylerbey von Rumelien, die Paschas von Yanya und Tırhala sowie die zuständigen Kadıs. Demnach umfasste das Gebiet der Republik die Dörfer Voutonosi, Derventista (heute: Anthochori), Prosiljo (Metsovo), Anilio, Milia, Malakasi,  und Koutsofliani (Platanistos). Kein muslimischer Würdenträger sollte nicht einmal „Staub an den Hufen seines Pferdes“ aus dem Gebiet mitnehmen. Die Region wurde als heilig und unantastbar bezeichnet und dem Schutz der heiligen Stätten in Mekka und Medina unterstellt. Verwaltungsmäßig wurde sie den Sandschak in Eğriboz (Euböa) und damit dem Kapudan Pascha unterstellt, gerichtlich gehörte sie zum Sprengel des Kadıs von Livadia. Im Inneren verwaltete sich die Republik selbst, sie hatte die Dschizya zu bezahlen, eine Weidesteuer von 108.000 Akçe und eine Abgabe von 585 Stoffballen für den Agha der Janitscharen. Die Abgaben wurden durch einen Bostancı für eine Sultansdomäne in Thessalien eingezogen, der auch den Schutz des Gebiets übernahm.
Der Überlieferung nach traten die Delegierten der Landschaft in Prosiljo zusammen und wählten den Vorsteher (Gerontas) des Bezirks und 6 weitere Ausschussmitglieder, einen Beauftragten für das Schulwesen (Ephoros ton Scholion), einen für die Wasserverteilung (Phrontistes ton Hydaton), einen für das Kirchenwesen und soziale Einrichtungen (Epitropos Ekklesion), einen Steuereintreiber(Eispraktor ton Phoron), einen Marktaufseher (Agoranomos) und den Kapetan der Armatolen, den Kommandeur der Polizeitruppe. In Konstantinopel unterhielt das Gemeinwesen als Vertreter einen Vekil, der die Interessen Metsovos am Sultanshof zu vertreten hatte, insbesondere Beschwerden und Gesuche vorzubringen und bei einem Thronwechsel um eine Bestätigung der Freiheiten nachzusuchen hatte.
Der Gerontas wurde von den Osmanen als Wojwoda bezeichnet und das von ihm vertretene Gemeinwesen als Metsovo Voyvodalığı.
Aufgrund der bestehenden Freiheiten erlebte die Republik einen lebhaften Zuzug, besonders nach den niedergeschlagenen Orlow-Revolte. Die Wirtschaft blühte auf und der Hauptort Prosiljo, das den Namen der Landschaft Metsovo annahm, entwickelte sich zu einem städtischen Gemeinwesen. Die Wirtschaft blühte auf. Von den Erzeugnissen werden Wollstoffe, Kleider, Mäntel, Stickereien; Haushaltswaren aus Zinn und Kupfer, Waffen, Sättel und Gold- und Silberarbeiten genannt. Eine Bank wurde gegründet und Handelsniederlassungen in Städten wie Venedig, Triest, Rom, Livorno, Konstantinopel, St. Petersburg, Odessa, Wien und Alexandria. 1719 errichteten französische Kaufleute eine Niederlassung in Metsovo. Der Reichtum führte zu einem Aufblühen des Schulwesens, erste weiterführende Schulen wurden gegründet, ferner ein Krankenhaus, ein Waisenhaus und ein Altersheim, das erste im neuzeitlichen Griechenland.

## Abstieg und Untergang
1795 machte Tepedelenli Ali Pascha, der Herrscher von Ioannina, der sich in Griechenland ein eigenes Reich schaffen wollte, mit Waffengewalt der Autonomie von Metsovo ein Ende. Die Bevölkerung nahm daraufhin ab. Nach dem Sturz Ali Paschas gewann Metsovo einige seiner Privilegien zurück. Auch die Wirtschaft erholte sich wieder. Soziale Spannungen zwischen Arm und Reich führten schließlich zum Untergang des Gemeinwesens. Die Hirten und Tagelöhner, die Anteil an der Stadtregierung forderten, erhoben sich gegen die städtisch-aristokratische Oberschicht der Handelsherren und Handwerker. Sie verbündeten sich mit Aufständischen eines gescheiterten Aufstands 1850 im Epirus, verschanzten sich bei Metsovo und griffen eine osmanische Einheit an. Dies führte zu einer osmanischen Strafexpedition, bei der Metsovo geplündert und gebrandschatzt wurde. Von diesen Ereignis erholte sich Metsovo bis zum Ende der osmanischen Herrschaft nicht mehr und sank zu einem Dorf mit 2.000 Einwohnern (von ehedem 10.000) ab.